# Genicanthus caudovittatus
Genicanthus caudovittatus är en fiskart som först beskrevs av Günther, 1860.  Genicanthus caudovittatus ingår i släktet Genicanthus och familjen Pomacanthidae. IUCN kategoriserar arten globalt som livskraftig. Inga underarter finns listade i Catalogue of Life.